# Final da Liga dos Campeões da UEFA de 2011–12
A Final da Liga dos Campeões da UEFA de 2011-12 foi a 57ª edição da decisão da Liga dos Campeões da UEFA. A partida foi disputada no Estádio Allianz Arena em Munique, casa do Bayern de Munique, embora para esta partida o estádio foi referido como "Fußball Arena München", uma vez que a UEFA não publica o patrocínio de empresas que não estão entre seus patrocínios oficiais, mais de 62.000 mil pessoas assistiram a final em Munique. O Campeão foi o Chelsea, que venceu nos pênaltis o Bayern de Munique por 4 a 3, depois de empatar em 1 a 1 no tempo normal.
Foi a primeira vez que o Chelsea conquistou um torneio da UEFA, e a primeira vez que um clube de futebol de Londres conquistou uma Liga dos Campeões da UEFA.

## Detalhes da partida

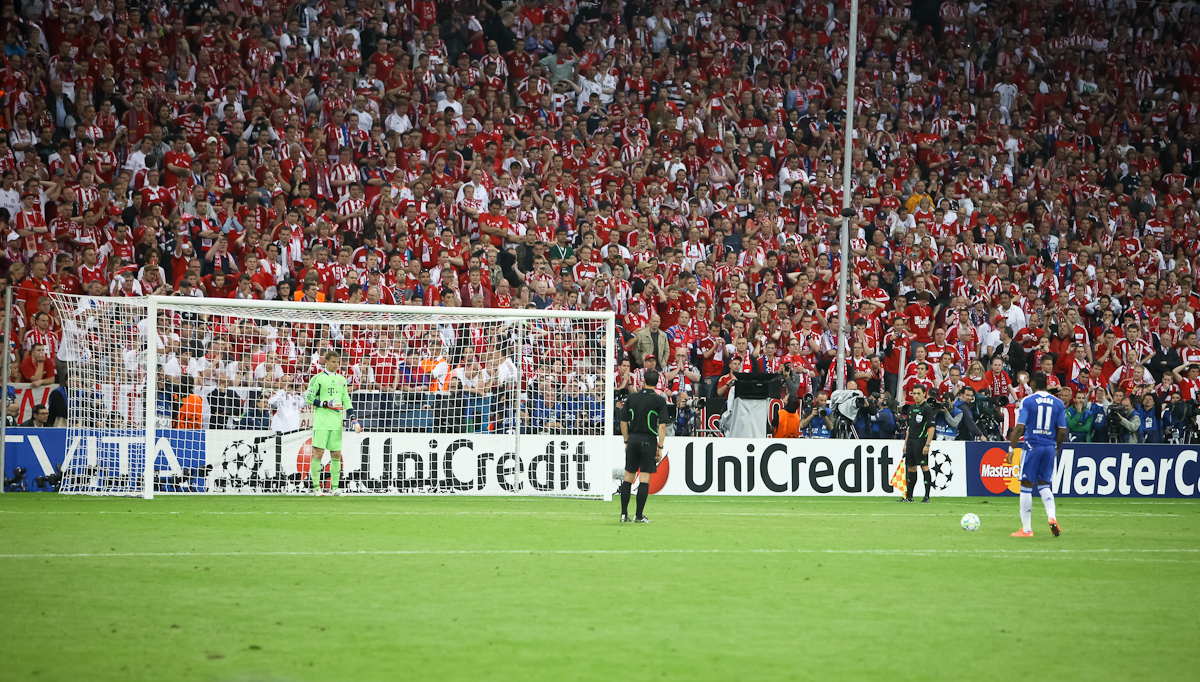
Didier Drogba em sua decisiva cobrança de pênalti que deu a vitória ao Chelsea.

| 19 de maio de 2012 | Bayern de Munique | 1 – 1     | Chelsea    | Allianz Arena, Munique                     |
| 20:45 CEST         | Müller 83'        | Relatório | Drogba 88' | Público: 62 500 Árbitro: POR Pedro Proença |

|                                      |       | Penalidades                   |  |
| Lahm Gómez Neuer Olić Schweinsteiger | 3 – 4 | Mata Luiz Lampard Cole Drogba |  |

| Bayern Munich | Chelsea |

|               |    |                         |    |     |
|               |    |                         |    |     |
| G             | 1  | Manuel Neuer            |    |     |
| LD            | 21 | Philipp Lahm (c)        |    |     |
| Z             | 44 | Anatoliy Tymoshchuk     |    |     |
| Z             | 17 | Jérôme Boateng          |    |     |
| LE            | 26 | Diego Contento          |    |     |
| V             | 31 | Bastian Schweinsteiger0 | 2' |     |
| V             | 39 | Toni Kroos              |    |     |
| A             | 10 | Arjen Robben            |    |     |
| M             | 25 | Thomas Müller           |    | 87' |
| A             | 7  | Franck Ribéry           |    | 97' |
| A             | 33 | Mario Gómez             |    |     |
| Reservas:     |    |                         |    |     |
| G             | 22 | Hans-Jörg Butt          |    |     |
| Z             | 5  | Daniel Van Buyten       |    | 87' |
| LD            | 13 | Rafinha                 |    |     |
| M             | 14 | Takashi Usami           |    |     |
| M             | 23 | Danijel Pranjić         |    |     |
| A             | 9  | Nils Petersen           |    |     |
| A             | 11 | Ivica Olić              |    | 97' |
| Treinador:    |    |                         |    |     |
| Jupp Heynckes |    |                         |    |     |

|                   |    |                   |      |     |
|                   |    |                   |      |     |
| G                 | 1  | Petr Čech         |      |     |
| LD                | 17 | José Bosingwa     |      |     |
| Z                 | 24 | Gary Cahill       |      |     |
| Z                 | 4  | David Luiz        | 86'  |     |
| LE                | 3  | Ashley Cole       | 81'  |     |
| V                 | 12 | Mikel John Obi    |      |     |
| M                 | 8  | Frank Lampard (c) |      |     |
| A                 | 21 | Salomon Kalou     |      | 84' |
| M                 | 10 | Juan Mata         |      |     |
| A                 | 34 | Ryan Bertrand     |      | 73' |
| A                 | 11 | Didier Drogba     | 93'  |     |
| Reservas:         |    |                   |      |     |
| G                 | 22 | Ross Turnbull     |      |     |
| Z                 | 19 | Paulo Ferreira    |      |     |
| M                 | 5  | Michael Essien    |      |     |
| M                 | 6  | Oriol Romeu       |      |     |
| M                 | 15 | Florent Malouda   |      | 73' |
| A                 | 23 | Daniel Sturridge  |      |     |
| A                 | 9  | Fernando Torres   | 120' | 84' |
| Treinador:        |    |                   |      |     |
| Roberto Di Matteo |    |                   |      |     |

| Homem do jogo (UEFA): Didier Drogba Homem do jogo (fãs): Petr Čech Assistentes: Bertino Miranda Ricardo Santos Quarto árbitro: Carlos Velasco Carballo Assistentes adicionais: Manuel De Sousa Duarte Gomes |